# Jan Bonnevier
Jan Olov Edvard Bonnevier, född 12 september 1940 i Gävle Heliga Trefaldighets församling, Gävleborgs län, död 14 juli 2009 i Sigtuna församling, Stockholms län, var en svensk journalist, TV-programledare och TV-producent.

## Biografi
Bonnevier inledde sin journalistiska bana under skoltiden och arbetade därefter på bland annat Norrlands-Posten och Gefle Dagblad. Under studieåren i Uppsala var han pressombudsman för ärkebiskopen Gunnar Hultgren och redaktionssekreterare för stiftstidningen.
Han började arbeta för Sveriges television i Malmö 1962 på aktualitets- och samhällsredaktionerna. Han blev så småningom chef för den så kallade förkunnelseredaktionen med ansvar för religionsprogrammen. Han producerade en lång rad andliga program och gudstjänster, men också journalistisk bevakning av händelser som till exempel Kyrkornas Världsråds generalförsamling i Uppsala 1968.
Bonnevier intervjuade många personer, bland andra Vilhelm Moberg, Fritiof Nilsson Piraten och Tage Erlander. Han ledde teve-programmet Kafe 18 tillsammans med Agneta Bolme, och Gäst i ettan där han i direktsändning tillsammans med Mats Fagerström samtalade med aktuella gäster.
Bonnevier rapporterade också från Biafra-konflikten för televisionen och han publicerade 1971 boken Bröd eller frälsning som till stora delar handlade om det svenska missionsarbetet i Biafra.
På 1970-talet blev Bonnevier lektor vid Journalisthögskolan och ansvarade under en tid för radio- och teveundervisningen.
Han lämnade Sveriges Radio 1988 och ägnade den senare delen av sitt yrkesliv åt konsultarbete och kursverksamhet, där han bland annat utbildade näringslivets toppar och chefer i nyhetsmediernas roll i samhället.